# 聖安東尼 (愛達荷州)
聖安東尼（英語：St. Anthony）是一個位於美國愛達荷州弗里蒙特縣的城市。根據2010年美國人口普查，該地人口為3542人，而該地的面積約為4.04平方千米。同時該地也是弗里蒙特縣的縣治。

## 地理
聖安東尼的座標為43°57′58″N 111°41′04″W / 43.96611°N 111.68444°W，而該地的平均海拔高度為1514米（即4967英尺）。